# Takuto Koyama
Takuto Koyama (japanisch 小山 拓土 Koyama Takuto; * 27. Dezember 1982 in der Präfektur Hyōgo) ist ein ehemaliger japanischer Fußballspieler.

## Karriere
Koyama erlernte das Fußballspielen in der Schulmannschaft der Takigawa Daini High School. Seinen ersten Vertrag unterschrieb er 2001 bei den JEF United Ichihara. Der Verein spielte in der höchsten Liga des Landes, der J1 League. 2004 wechselte er zum Drittligisten Otsuka Pharmaceutical (heute: Tokushima Vortis). 2004 wurde er mit dem Verein Meister der Japan Football League und stieg in die J2 League auf. Für den Verein absolvierte er 64 Ligaspiele. Danach spielte er bei den Banditonce Kakogawa. Ende 2011 beendete er seine Karriere als Fußballspieler.